# 列奥米尔月溪

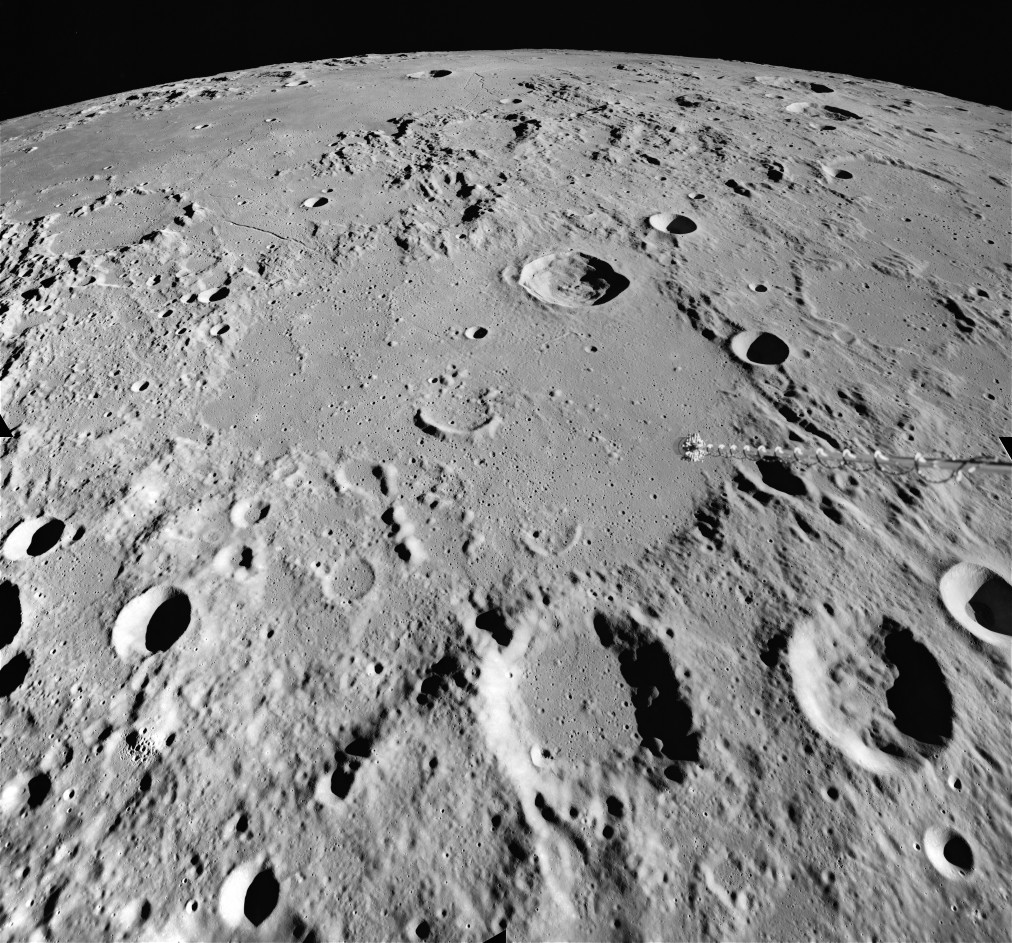
阿波罗16号拍摄的依巴谷环形山，列奥米尔月溪是位于照片左上部的一条细线。

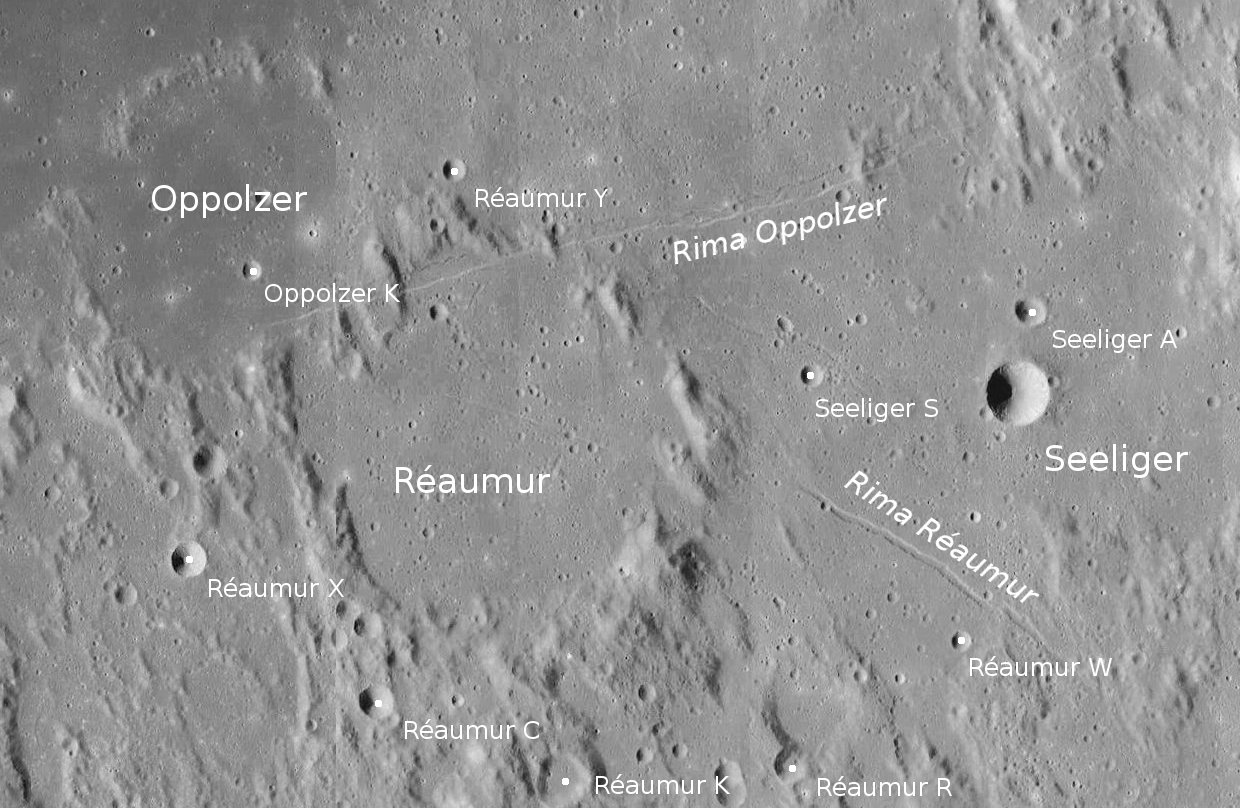
列奥米尔月溪位置图

列奥米尔月溪（Réaumur）是位于月球正面赤道附近的一条月表沟壑，发端于它所得名的列奥米尔环形山东侧与小撞击坑泽利格陨石坑东南之间，呈西北-东南走向从卫星坑"列奥米尔 W"西侧穿过，消失在它西南崎岖的区域中。该月溪的中心月面坐标为2°48′S 2°30′E / 2.8°S 2.5°E，全长45公里。西北更远处是另一条更长的奥波尔策月溪以及中央湾，东南是巨大的已损毁陨石坑-喜帕恰斯环形山。

## 另请参阅
- 鲁克尔, 安东宁. . 布拉格: 阿文蒂诺. 1991. ISBN 80-85277-10-7.

## 相关文章
- 月球表面特征列表